# Pontopolites typicus
Pontopolites typicus är en kräftdjursart som beskrevs av T. Scott 1894. Enligt Catalogue of Life ingår Pontopolites typicus i släktet Pontopolites och familjen Cletodidae, men enligt Dyntaxa är tillhörigheten istället släktet Pontopolites och familjen Huntemanniidae. Arten är reproducerande i Sverige. Inga underarter finns listade i Catalogue of Life.